# Presse quotidienne québécoise du XIXe siècle

Cet article présente un tableau de la presse quotidienne québécoise du XIXe siècle. Voyez également l'article sur la presse périodique québécoise du XIXe siècle.
| Titre                                             | Devise | Lieu     | Fondateur(s)                                                      | Périodicité | Durée                                        |
| ------------------------------------------------- | --- | -------- | ----------------------------------------------------------------- | --- | -------------------------------------------- |
| The Gazette                                       | | Montréal | Fleury Mesplet                                                    | | 25 août 1785 à aujourd'hui                   |
| Le Canadien                                       | Fiat justitia ruat caelum (en français : « Que justice soit faite, même si le ciel doit s'écrouler ») et plus tard « Nos institutions, notre langue et nos lois! » | Québec   | Pierre-Stanislas Bédard, François Blanchet et J-Thomas Taschereau | Hebdomadaire (1806-1825), Bihebdomadaire (1831-1832), Trihebdomadaire (1832-1857), Quotidien (1857), Trihebdomadaire (1857-1874), Quotidien (1874-1893), Hebdomadaire (1906-1909) | 22 novembre 1806 au 11 décembre 1909         |
| The Montreal Herald                               | | Montréal | William Gray                                                      | hebdomadaire, bihedbomadaire, quotidien | 19 octobre 1811 au 18 octobre 1957           |
| La Minerve                                        | « Journal politique, littéraire, commercial, etc. » | Montréal | Augustin-Norbert Morin (repris par Ludger Duvernay peu après)     | bihebdomadaire, hebdomadaire, quotidien | 1826 à 1837 et 9 septembre 1842 à 1899       |
| The Argus                                         | An independent reform journal | Montréal |                                                                   | quotidien | 5 novembre 1854 au 15 novembre 1858          |
| The Daily Witness                                 | | Montréal |                                                                   | quotidien | 13 août 1860 au 11 juillet 1913              |
| Evening telegraph and daily commercial advertiser | | Montréal |                                                                   | quotidien | 1863 à 1870?                                 |
| The Quebec Daily Mercury                          | | Québec   | Josiah Blackburn                                                  | quotidien | 12 janvier 1863 au 17 octobre 1903           |
| The Daily News                                    | | Montréal |                                                                   | quotidien | janvier 1867 à 1873                          |
| The Montreal Star                                 | | Montréal |                                                                   | quotidien | 16 janvier 1869 au 25 septembre 1979         |
| The Montreal Post                                 | | Montréal |                                                                   | quotidien | 10 juin 1878 au…                             |
| Le Monde                                          | | Montréal |                                                                   | quotidien | 12 sept. 1867 à mai 1899                     |
| La Patrie                                         | | Montréal | Honoré Beaugrand                                                  | quotidien et hebdomadaire | 11 mai 1872 au 15 nov. 1957                  |
| Le Petit Journal                                  | | Montréal |                                                                   | quotidien | 15 août 1878 à ?                             |
| La Courrier de Montréal                           | | Montréal |                                                                   | quotidien | 26 mai 1879 au 12 avril 1883                 |
| La Presse                                         | | Montréal |                                                                   | quotidien | 20 oct. 1884 à aujourd'hui                   |
| Le Temps                                          | | Montréal |                                                                   | quotidien | 28 juil. 1883 au 15 oct. 1883                |
| L'Étendard                                        | | Montréal |                                                                   | quotidien | 3 févr. 1883 au 20 mars 1893                 |
| La Croix du Canada                                | | Montréal |                                                                   | quotidien | 30 mai 1893 31 mai 1895                      |
| La Bataille                                       | « journal libéral quotidien » | Montréal | Marc Sauvalle                                                     | bihebdomadaire et quotidien | 14 décembre 1895 au 10 mars 1896, 71 numéros |
| Le Journal                                        | | Montréal |                                                                   | quotidien | 16 déc. 1899 au 7 mars 1905                  |